# آنجلیک روکاس
آنجلیک روکاس (انگلیسی: Angelique Rockas؛ زادهٔ ۱۹۵۰) بازیگر تئاتر، سینما و تلویزیون، تهیه‌کننده تئاتر و پژوهشگر اهل بریتانیا است که از سال ۱۹۷۸ میلادی تاکنون مشغول فعالیت بوده‌است. او همراه آثول فوگارد، تئاتر اینترنشنالیست را بنیان گذاشت.
از فیلم‌هایی که در آن نقش داشته می‌توان به جادوگران اشاره کرد.